# 童若春
童若春（1948年—），重庆市人，汉族，中华人民共和国政治人物、第十一届全国人民代表大会四川地区代表。
毕业于四川医学院临床医学专业。加入民建。担任民建四川省委副主委、成都市主委，成都市人大常委会副主任。2008年起担任全国人大代表。